# Braunsapis breviceps
Braunsapis breviceps är en biart som först beskrevs av Cockerell 1920.  Braunsapis breviceps ingår i släktet Braunsapis och familjen långtungebin. Inga underarter finns listade.